# 룡매도
| Daedongyeojido (Gyujanggak) 12-05.jpg |
| Daedongyeojido (Gyujanggak) 13-06.jpg |

룡매도(龍媒島, 용매도)는 황해남도 청단군의 섬으로, 면적은 2.203 km2, 동서 길이 3.5 km, 남북 길이 0.8 km이다. 청단군 남부에 조성된 간척지로부터 남쪽으로 약 3.6 km 떨어져 있으며, 간척지의 방조제로부터 연장된 둑길을 통해 육지와 연결되어 있다.
서해 5도 중 하나인 대한민국 우도(인천광역시 강화군)와 약 18.5 km 떨어져 있다.

## 역사
1945년 8월 15일 광복 당시에는 황해도 벽성군 청룡면 용매리(龍媒里)였다. 그러나, 같은 해 9월 2일 미국과 소련에 의해 한반도가 38선을 경계로 분할 점령되면서 38선 이남인 청룡면 전체가 경기도 연백군에 편입되었으며 대한민국 영토가 되었다.
한국 전쟁의 정전 협정에 따라 서해 5도를 제외한 황해도 전역을 북한이 점령하여 1953년 7월 27일 이 섬에서 대한민국 국군이 철수하고 조선민주주의인민공화국에 속하게 된 후, 섬 전체가 군사 기지로 요새화되었다. 1961년 9월 28일부터 1962년 초까지 10여 차례 남북의 정보장교가 이 섬에서 비밀 회담을 열었다.

## 같이 보기
- 서해 5도
- 우도 (강화군)
- 북방한계선